# RIM-2 Terrier
Le RIM-2 Terrier, conçu et réalisé par la firme Convair, est un missile mer-air développé aux États-Unis. Il s'agit d'une arme de moyenne portée embarquée sur des navires et destinée à détruire les aéronefs pilotés pendant les années 1950 et les années 1960.

## Historique
Le Terrier est un développement du projet Bumblebee (en) (programme Bourdon) de la marine américaine qui visait à développer un missile surface-air (SAM) apte à la défense de zone contre les attaques aériennes autour des navires principaux des É.-U.
L'objectif ultime de ce programme était le développement du SAM-N-6 Talos, un missile longue portée sol-air. Au cours du développement du Talos, un véhicule d'essai supersonique (STV, CTV-N-8) a été construit pour évaluer le système de guidage à des vitesses supersoniques. Les résultats furent tellement intéressants et compte tenu du fait que le développement du Talos prendrait encore de nombreuses années, il fut décidé de développer le VUT en un missile tactique : le Terrier. Les essais en vol du Terrier ont débuté en 1951 et la désignation de SAM-N-7 lui fut affecté.
On débuta la fabrication avec le SAM-N-7, mais rapidement, on commença à modifier quelque peu le nouveau missile. La version SAM-N-7 bis Terrier 1 bis, qui fut connu sous le nom de Terrier BW-0 (beam equitation, wing controled, série 0), fut fabriquée à peine quelques mois après le début de fabrication de son prédécesseur. Son guidage était assuré par trois groupements quadruples d'ailettes dont deux se trouvaient sur la partie supérieure du missile. Le Terrier 1b devait être une version reconditionnée électroniquement avec un système conçu par MTA/Philco, mais il ne fut pas produit.
Un autre effort de refonte électronique (initié par BuOrd, conçu par Motorola) a conduit à la version SAM-N-7c Terrier 1c. Cette variante, plus tard connue sous le nom de Terrier BW-1, avait pour l'essentiel les mêmes caractéristiques que le BW-0, mais était plus facile à fabriquer et était plus fiable. Les versions BW-0/1 ne se sont révélées efficaces que contre des objectifs subsoniques se déplaçant à une altitude inférieure à 12 km (40 000 pieds).
La version suivante du Terrier a été la BT-3 (Beam equitation, tail controled, série 3). Le terme série 2 était réservée à une version disposant d'un moteur amélioré qui ne vit jamais le jour. Ce missile possédait une nouvelle cellule, où les ailes avaient été remplacées par des installations à virures fixes (appelées aussi cruciformes), et les surfaces de contrôle ont été transférées à la queue. Ce double dispositif renforçait de manière significative l'agilité du missile. Le BT-3 a également reçu une amélioration du pilote automatique et un nouveau système de propulsion (avec un nouveau pourvoyeur et un moteur auxiliaire à carburant solide supplémentaire) pour une plus grande vitesse et une portée accrue. Le prototype de l'engin fut lancé lors d'essais depuis l'USS Mississippi, et fut déclaré opérationnel en 1958. Il fut embarqué sur les croiseurs de la classe Boston, l'USS Boston (CAG-1) et l'USS Canberra (CAG-2). Sa désignation initiale de SAM-N-7 fut abandonnée en 1963 quand il a été rebaptisé RIM-2. Il fait partie des armes de la série T avec le RIM-8 Talos et le RIM-24 Tartar. Les améliorations apportées BT-3 l'ont rendu efficace contre des cibles supersoniques.
Une version améliorée, appelée BT Terrier-3A, disposait d'une température de combustion plus faible pour le groupe auxiliaire de puissance, qui a doublé la portée du missile à environ 37 km (20 milles nautiques). Le BT-3A a également été la première version du Terrier qui pouvait être utilisée de manière efficace en mode surface-surface (mode de combat anti-navire, du fait de sa vitesse élevée et de sa charge explosive importante, ce type de missile aurait été une menace tout aussi mortelle que les missiles anti-navires qui, bien que plus puissants, sont moins rapides).
Le missile subit encore des modifications, sur sa charge, son système de guidage et son moteur et finit par être remplacé par le RIM-67 ER après avoir été fabriqué à près de 8 000 exemplaires.
Le Terrier a également été utilisé comme une fusée-sonde dans ses premières années, pour effectuer des recherches scientifiques sur la haute atmosphère à la fin des années 1950.

## Caractéristiques

### Le missile
Le RIM-2 Terrier était un missile surface-air de moyenne portée, et s'est trouvé parmi les premiers missiles sol-air équipant la US Navy. La première version du Terrier avait une poussée de 23 kN au lancement, et un poids de 1 392 kg. Initialement, il avait un diamètre de 340 mm, une longueur de 8,08 m et une envergure de 1,59 m.
À l'instar de l'AEP, du Tomahawk ou encore de la fusée Orion (en), le Terrier pouvait être équipé de différents étages supérieurs.
Initialement, le Terrier disposait d'un contrôle de la trajectoire. Le radar guide se trouvait sur le navire lanceur qui dirigeait le missile par radio-commande. Il emportait une ogive conventionnelle.
Il atteignait une vitesse maximale de Mach 1,8 et avait une portée de 10 milles nautiques (19 km).

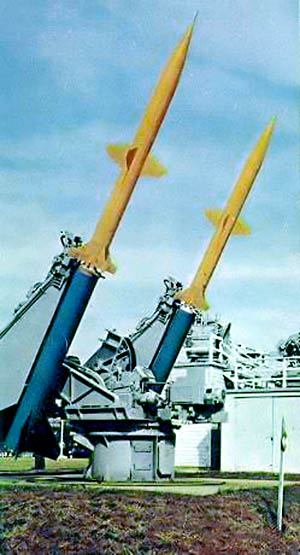
Système Terrier originel : le missile est en jaune et le propulseur en bleu, notez les trois groupements de gouvernes

Cette arme n'était utile que contre des cibles subsoniques. Cette version a fait l'objet d'améliorations majeures ce qui lui a permis d'être fabriquée en grande quantité.
Tableau comparatif entre la première version et la dernière version :
|                   | RIM-2 A                                      | RIM-2 F                                      |
| ----------------- | -------------------------------------------- | -------------------------------------------- |
| Longueur          | 8,25 m                                       | 8 m                                          |
| Envergure         | 1,2 m                                        | 61 cm                                        |
| Diamètre          | 34 cm                                        | 34 cm                                        |
| Masse             | missile : 480 kg / propulseur : 584 kg       | missile : 535 kg / propulseur : 825 kg       |
| Vitesse terminale | Mach 1.8                                     | Mach 3                                       |
| Plafond           | 40 000 pieds (12 200 m)                      | 80 000 pieds (24 400 m)                      |
| Portée            | 19 km (10 milles nautiques)                  | 75 km (40 milles nautiques)                  |
| Propulsion        | carburant solide (propulseur et missile)     | carburant solide (propulseur et missile)     |
| Charge            | ogive à fragmentation contrôlée pesant 99 kg | ogive à fragmentation contrôlée pesant 99 kg |

### Le système de combat

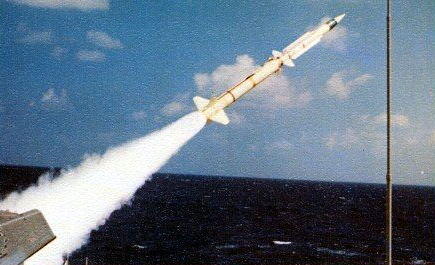
Un RIM-2 Terrier tiré par le USS Farragut de la Classe Belknap en 1970. initialement désignés comme frégates DLG, mais lors de la reclassification des navires de l'United States Navy en 1975, ils sont reclassés comme croiseurs à missiles guidés (CG).

Le Terrier était le principal système de missiles de la plupart des croiseurs de l'US Navy construit durant les années 1960. Il pouvait être installé sur des navires beaucoup plus petits que l'imposant RIM-8 Talos.
Une installation Terrier était généralement composée de rampes double Mk10, un barillet de chargement de 40 missiles à l'arrière de la rampe. Certains navires reçurent même des magasins capables de contenir jusqu'à 120 armes. Ainsi les deux croiseurs de la classe Boston disposaient d'installations équipés de 72 RIM-2.
Le système de guidage était composé de trois radars travaillant conjointement :
- un radar de veille permanente tridimensionnelle : fournissant l'azimut, l'élévation et la distance de la cible ainsi que sa détection
- deux illuminateurs radar qui illuminaient de manière continuelle leur proie et guidaient le Terrier par radio puis par radar-semi actif embarqué dans le projectile pour les versions E et F.

Ces deux illuminateurs permettaient de poursuivre et traiter deux cibles simultanées.

## Les versions et leurs caractéristiques
| Système RIM de désignation | Première désignation | Surfaces de contrôles | Guidage          | Notes                                     | Portée | Vitesse  |
| -------------------------- | -------------------- | --------------------- | ---------------- | ----------------------------------------- | ------ | -------- |
| RIM-2A                     | BW-0 prototype       | ailettes              | Beam-Riding      | cibles subsoniques                        | 19 km  | Mach 1.8 |
| RIM-2B                     | BW-1                 | ailettes              | Beam-Riding      | cibles subsoniques                        | 19 km  | Mach 1.8 |
| RIM-2C                     | BT-3                 | cruciforme            | Beam-Riding      | en service en 1958, cibles supersoniques  | 32 km  | Mach 3   |
| RIM-2D                     | BT-3A(N)             | cruciforme            | Beam-Riding      | W45 tête nucléaire                        | 32 km  | Mach 3   |
| RIM-2E                     | HT-3                 | cruciforme            | radar semi-actif | introduction du contrôle radar semi-actif | 32 km  | Mach 3   |
| RIM-2F                     |                      | cruciforme            | radar semi-actif | nouveau moteur fusée                      | 72 km  | Mach 3   |

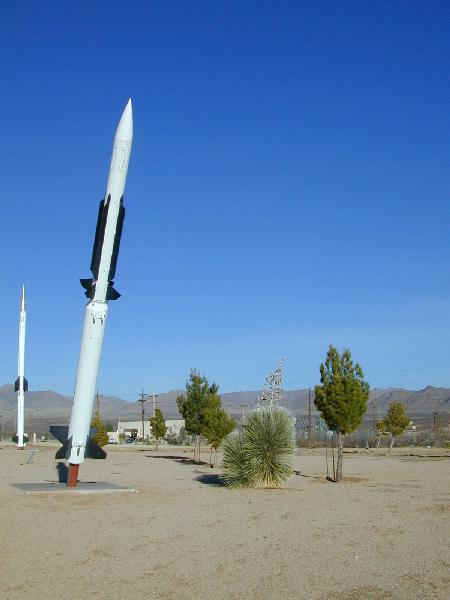
Un RIM-2 Terrier C, on voit clairement le contrôle cruciforme du missile

- Le RIM-2C, sa version la plus répandue, nommé Terrier BT-3, a été introduite en 1958. Les ailes ont été remplacées par des ailettes fixes de type cruciforme, et la queue est devenue l'unique surface de contrôle. Le BT-3 disposait également d'un moteur plus récent qui lui permettait d'atteindre la vitesse de Mach 3 avec une meilleure maniabilité.

- Le RIM-2D Terrier BT-3A (N) état une version nucléaire du missile qui utilisait une tête nucléaire W45 de 1 kt. L'URSS et les États-Unis avaient imaginé une telle arme pour qu'un unique missile puisse abattre une escadrille entière de bombardiers. Toutes les autres variantes utilisaient la même ogive à fragmentation de 99 kg de la version originelle.

- Le RIM-2E présentait un radar de tir semi-actif, pour une plus grande efficacité contre les cibles volant à basse altitude.

- La version finale, le RIM-2F, utilisait un nouveau moteur qui augmentait sa portée à 40 milles nautiques (73 km).

Aujourd'hui, Les Terriers, Talos et autres Tartars ont été remplacés par la gamme étendue des Raytheon RIM-66 Standard missiles (SM-1/2 MR/ER).

## Sources
- (en) RIM-2 Terrier
- (en) RIM-2 Terrier. Sur la deuxième photo, on remarque clairement le passage aux gouvernes cruciformes par rapport aux versions précédentes. Également, le RIM-24 est la partie supérieure du Terrier.